# Bechowiec-1
A Bechowiec (também conhecida como Bechowiec-1) foi uma submetralhadora polonesa da Segunda Guerra Mundial desenvolvida e produzida pela organização de resistência clandestina Bataliony Chłopskie (BCh, Batalhões de Camponeses). Foi projetada em 1943 por Henryk Strąpoć e produzida em instalações subterrâneas na área de Ostrowiec Świętokrzyski. Seu nome foi cunhado em homenagem aos membros da organização Bataliony Chłopskie, que eram informalmente chamados de bechowiec (plural: bechowcy).

## História
O projetista da arma foi Henryk Strąpoć (nascido em 1922), um ferreiro e armeiro amador autodidata na vila de Czerwona Góra, voivodia de Świętokrzyskie. Entre 1936 e 1939 anos ele produziu ilegalmente quatro pistolas semiautomáticas de seu próprio projeto. Durante a ocupação alemã da Polônia, ele se tornou armeiro da organização clandestina local Bataliony Chłopskie. Na primavera de 1943, ele completou um protótipo funcional de sua própria submetralhadora, mais tarde chamada de Bechowiec. Mais tarde, ele melhorou o projeto com a ajuda de Jan Swat, que anteriormente trabalhou como mecânico na metalúrgica em Ostrowiec Świętokrzyski.
A sede do distrito de Opatów BCh, faltando metralhadoras, decidiu organizar uma produção em série da Bechowiec. Isto foi possível graças à produção clandestina de peças para armas numa metalúrgica em Ostrowiec Świętokrzyski, sem o conhecimento da administração alemã. Essas peças foram produzidas lá e, a partir de outubro de 1943, contrabandeadas pelos trabalhadores. A produção final das armas foi feita na ferraria da vila de Strąpoć, com ferramentas primitivas movidas a músculos. Os canos eram feitos de fuzis antigos da Primeira Guerra Mundial, mas precisavam ser cortados à mão e reformados para o calibre 9 mm.
As duas primeiras submetralhadoras Bechowiec foram concluídas em janeiro de 1944. Em julho de 1944, 11 foram concluídas em Czerwona Góra e pelo menos mais duas na oficina de Jan Swat em Broniszowice. Cerca de 20 estavam em produção, mas à medida que a maré da guerra mudou, as linhas da frente aproximaram-se da aldeia. A presença alemã intensificou-se e forçou a suspensão da produção secreta de armas de fogo. As armas e peças inacabadas foram escondidas.
As armas foram distribuídas entre o Bataliony Chłopskie e unidades partidárias afiliadas de Ludowa Straż Bezpieczeństwa (Guarda de Segurança Popular), principalmente na área ao redor de Opatów. Apenas uma Bechowiec-1 ainda existe; atualmente está exibida no Museu do Exército Polonês em Varsóvia.
A próxima arma com este nome foi a Bechowiec-2, projetada e produzida a partir de abril de 1944 por Jan Swat em Broniszowice, e modelada após a submetralhadora Sten.

## Projeto

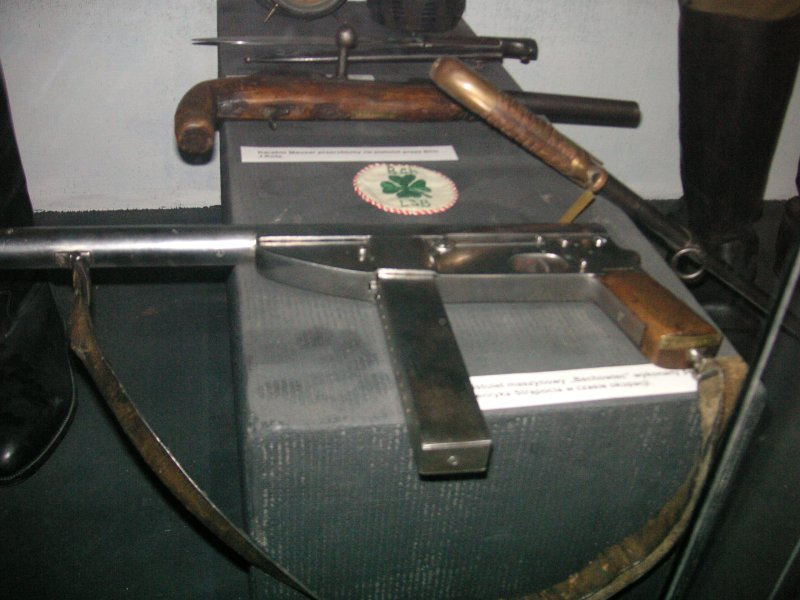
Bechowiec vista no Museu do Exército Polonês em Varsóvia

A falta de experiência de Strąpoć no projeto de metralhadoras e a falta de padrões diretos resultaram em vários recursos de produção originais, semelhantes às pistolas semiautomáticas e, portanto, a arma é às vezes chamada de pistola-metralhadora, apesar de um tamanho e layout geral mais próximo de uma submetralhadora. A arma não tinha coronha e tinha dimensões bastante compactas. Ele usava munição padrão alemã 9x19mm Parabellum, que poderia ser facilmente obtida por compra de soldados alemães ou por meio de ações armadas. Três ou quatro últimas armas usavam munição soviética 7,62×25mm Tokarev, de popularidade crescente entre os guerrilheiros.
A arma usava uma corrediça, muito parecida com uma pistola automática e disparava de uma culatra fechada, o que aumentava sua precisão no modo de tiro único. Possuía também um cão interno e um dispositivo de segurança interno que impedia o disparo com a culatra parcialmente aberta. Uma culatra poderia ser trazida de volta puxando uma correia de transporte, fixada em uma corrediça sob o cano. A arma tinha um seletor externo de segurança e modo de disparo de três posições.
As armas tinham a assinatura "S.H w.44" no lado esquerdo (Strąpoć Henryk, padrão 1944) e "B.H" no lado direito. As armas de produção foram pintadas de preto, a arma de exibição sobrevivente foi posteriormente polida.